# Alla Selina
Alla Selina (ryska: Алла Селина), född 5 januari 1954, är en sovjetisk simhoppare. 

## Karriär
Som 13-åring tog Selina silver i hopp från tremeterssvikten vid junior-EM 1967 i Linköping. Vid junior-EM 1969 i Wien tog hon guld i hopp från tremeterssvikten.
Vid olympiska sommarspelen 1972 i München slutade Selina på 10:e plats i hopp från 10-metersplattformen. Vid sommaruniversiaden 1973 i Moskva tog hon brons i hopp från 10-metersplattformen.